# 18 Melpomene
A 18 Melpomene a Naprendszer kisbolygóövében található aszteroida. John Russell Hind fedezte fel 1852. június 24-én.